# Église Notre-Dame-du-Rosaire des Lilas
L'église Notre-Dame-du-Rosaire est une église catholique des Lilas, en Seine-Saint-Denis, rattachée au diocèse de Saint-Denis. Elle se trouve rue Jean-Moulin (anciennement rue de l'Avenir), proche de la rue de Paris.

## Histoire

### Ancienne chapelle
Elle est issue d'une chapelle de pierre, construite en 1887, qui aura été utilisée plus d'un siècle. Cette chapelle faisait partie du lotissement de l'Avenir'.
Sa construction avait été financée par les paroissiens. Elle semble avoir présenté des défauts de construction, avec des murs de bois et de plâtre, posés sur un sol sablonneux.

### Reconstruction

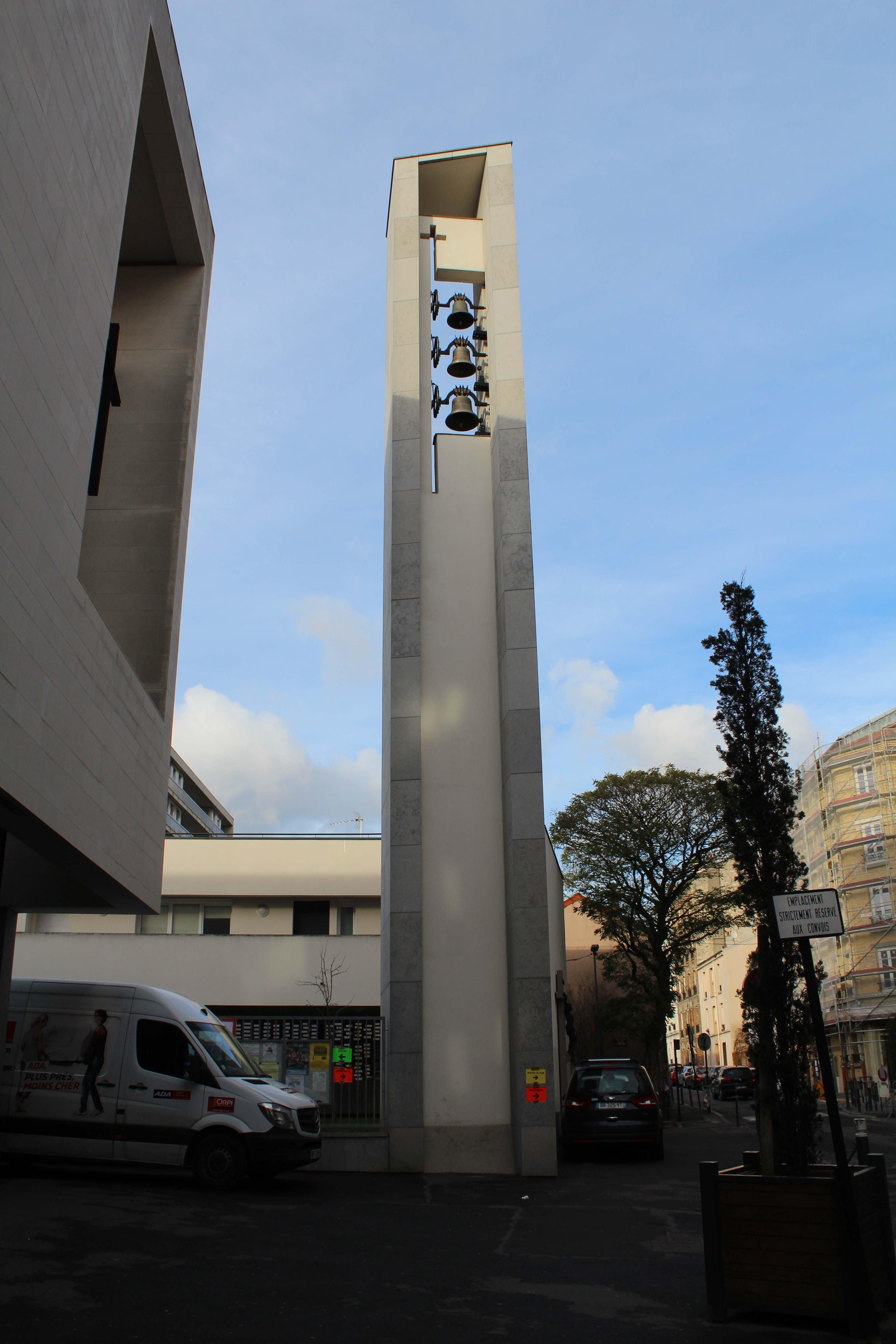
Clocher de Notre-Dame-du-Rosaire en 2017.

En 2002, une étude technique est lancée par la municipalité pour envisager la possibilité de restaurer l'église à laquelle de nombreux Lilasiens restaient très attachés. Cette option fut toutefois vite abandonnée : compte-tenu de l'état de délabrement de l'édifice, une réhabilitation aurait été aussi coûteuse qu'une reconstruction pour un résultat peu satisfaisant.
Elle a été donc détruite en 2011,.
Le nouveau centre paroissial est financé par le diocèse et le campanile accueillant les cloches sur le parvis est financé par la ville.
La première pierre a été posée le 21 juin 2009 par M. Daniel Guiraud, maire des Lilas, et Mgr Pascal Delannoy, évêque de Saint-Denis-en-France.
Elle a été inaugurée le 30 janvier 2011 par M. Daniel Guiraud, maire des Lilas, et Mgr Pascal Delannoy. La messe de consécration ce même jour a été retransmise en direct par la chaine KTO.
Depuis 2018, la paroisse est labellisée "Église verte" (label écologique chrétien),

## Architecture

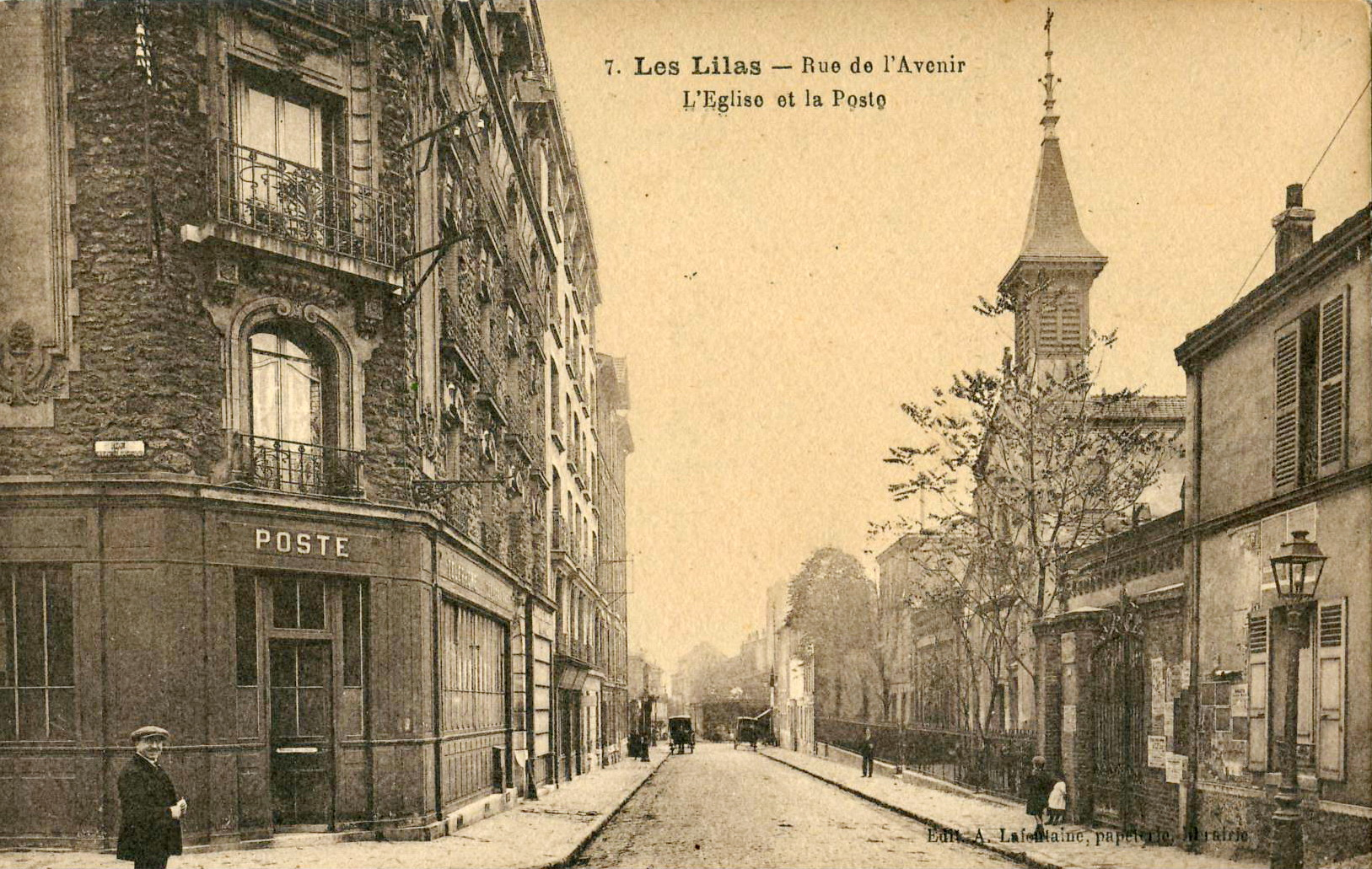
Les Lilas - Rue de l'Avenir (Aujourd'hui rue Jean-Moulin) - L'ancienne église et la poste.

C'est un bâtiment conçu par ENIA Architectes (Brice Piechaczyk, Mathieu Chazelle et Simon Pallubicki) avec Mauro Galantino. La qualité du traitement de la lumière et les œuvres des artistes en font un bâtiment remarquable.
Il est orné d'une Résurrection du Christ de Claude Abeille, d'une statue de Notre-Dame du Rosaire de Dominique Kaeppelin et d'une croix majestueuse de Jean-Jacques Bris.
Le chemin de croix est de Laurence Bernot, les vitraux de Didier et Alice Sancey.
L'autel, l'ambon, le baptistère et le mobilier liturgique ont été conçus par Claude Chéret et ENIA Architectes.
Elle peut recevoir 500 fidèles.